# 号角坦克

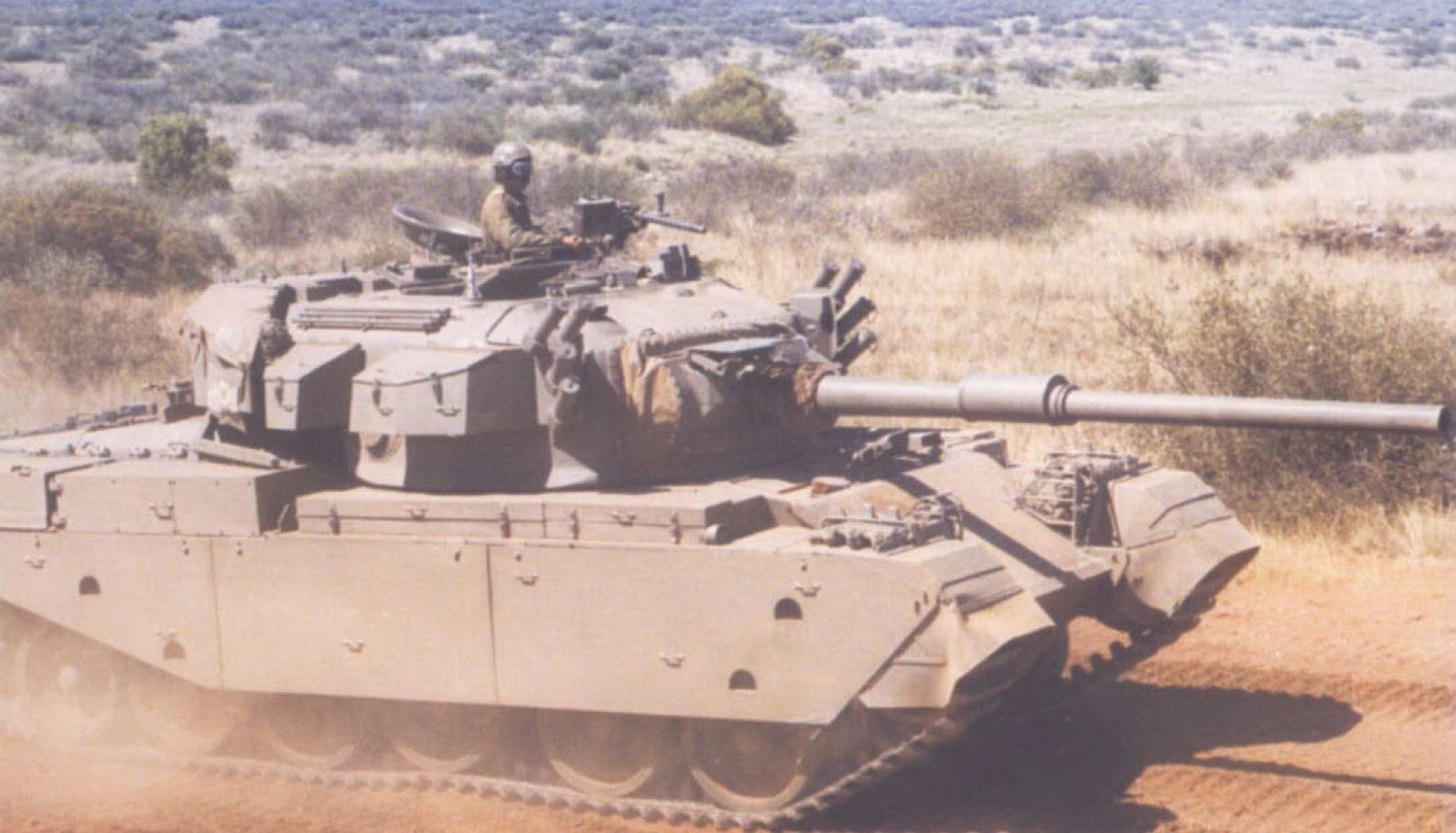
象式Mk.1A（1993年）

象式Mk.1B（2011年）

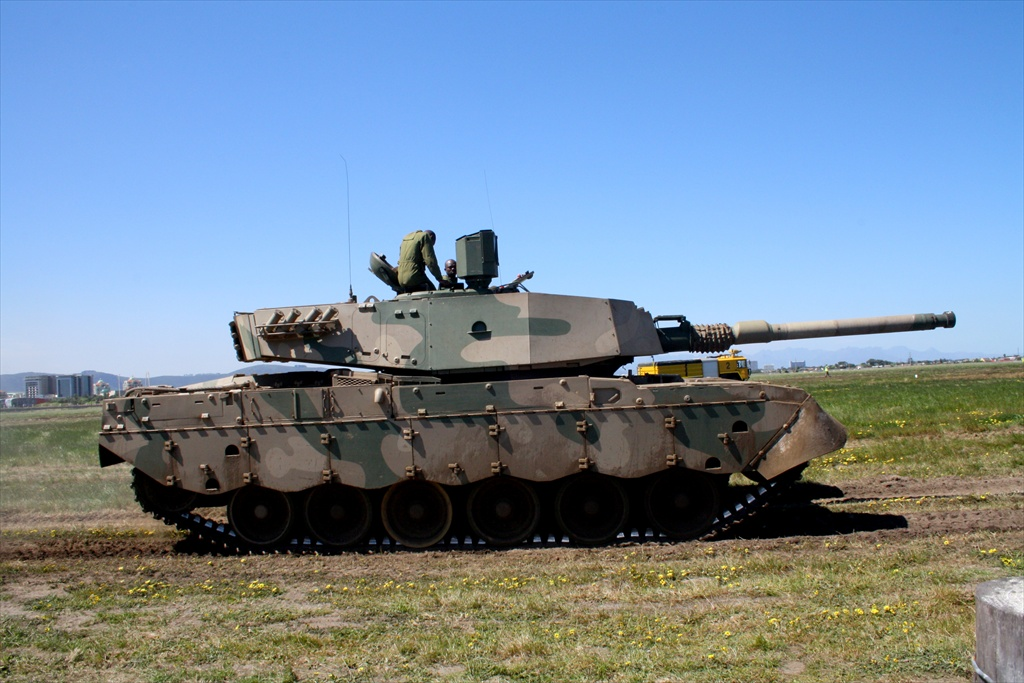
象式Mk.2

象式主战坦克，又稱号角主战坦克，是南非在1970年代將從英國採購的百夫长坦克以以色列技術支援改造強化的現代化主力戰車。在21世紀，南非國防軍再度升級，為象式Mk.2，雖然仍保留了名稱，但基本上已經將車體以外的所有零附件全數更換，亦可視為一款新版本主力戰車。

## 研发背景
南非防卫军在1953年向英國購入203輛百夫長Mk.3以及17輛百夫長裝甲救濟車，這批軍械在1955年至1958年到貨，接替了原先南非軍方使用的英系巡航戰車，成為南非陸軍的主要裝甲武力。但百夫長式戰車的引擎在非洲的環境下很容易過熱，車輛的耗損狀況較其他國家要更嚴重；此外南非种族隔离等一连串政策使得联合国通過了聯合國安全理事會第418號決議，对南非实行了武器禁运。導致百夫長戰車的妥善率非常低，使得南非無法維持這批戰車的戰備。
南非於1972年提出了实验性质的“Skokiaan”计划，将百夫长坦克的流星引擎更換為美國大陸公司製AV-1790型12汽缸汽油引擎，并搭配一具美製“前二后一变速”的自动变速箱，一共完成了8辆改装。
1974年，接续“Skokiaan”而提出了“Semel”计划，翻修引擎和更换变速箱，这些经过改造后的百夫长坦克称为“Mk.5A”或是“Semel”。此次改装包括了先前“Skokiaan”计划的8辆，合共35辆。
在1975年與安哥拉人民解放軍的戰爭中，南非軍方注意到因為古巴等共產主義國家協助，南非鄰國的裝甲武力出現顯著的升級，尤其是T-54/55系列戰車的出現，使得百夫長戰車的優勢基本上已無法維持，因此進行更大規模的戰車翻修升級也迫在眉睫。南非在1970年代初先是向約旦與印度購入百夫長Mk.5的車體，但是因為聯合國禁運政策的因素，這些戰車輸入南非時都被解除武裝。在1970年代中葉前進行的翻修計畫中，南非與以色列接觸，並購得了一些以色列升級版百夫長戰車—肖特坦克的成果。藉由此計畫的知識基礎，南非國防工業與以色列進行合作，進行更大幅度的百夫長戰車升級計畫，最後這款戰車被命名為象式戰車。

## 象式／号角
1976年，南非为研制新型象式主战坦克成立了地面系统OMC公司。
1978年象式Mk.1主力戰車完工，並于1979年开始进入南非陆军服役，象式Mk.1的升級仍較保守，主要沿襲了Semel計畫，翻新引擎、強化懸吊系統，改良砲塔迴轉動力裝置，並加裝夜視鏡。在1980年初，以色列正式加入象式戰車的升級技術支援團隊，並將肖特戰車的技術成果轉移到象式戰車上，包括南非自製GT-3戰車炮（從以色列獲得L7 105mm线膛炮生產資料後自製）、大陸AVDS-1790-2A柴油引擎搭配CD-850-6自動變速箱的動力包，以及改進的射控設備，此項目稱為象式Mk.1A，1983年起開始入廠改造，在1985年開始交付部隊。
象式Mk.1A在1987年的奎托夸納瓦萊戰役中與安哥拉與古巴的T-55與T-62進行多次交戰，投入的13輛象式Mk.1以2輛的損失換取了數十輛戰車的戰果，顯示其作戰價值。
在1980年代除了象式Mk.1A，南非進行更大規模的改良項目，稱為象式Mk.1B。象式Mk.1B在1991年問世，它僅保留了百夫長式的車體與砲塔結構，其餘皆以全新的零件製成，改良包括了：
車體
炮塔外掛模組化箱型複合裝甲、加裝履帶側裙，降低熱訊號、強化車底結構對抗反戰車地雷、加裝新型滅火系統
電力驅動砲塔取代了原有的液壓驅動組件
動力裝置
更換輸出功率950匹馬力的AVDS-1790-7A與配合的CD-850自動變速箱
懸吊全部更換為扭力桿懸吊裝置，在第一對與第六對路輪加裝液壓減震桿，提升車輛行駛穩定性
武器
更換帶均熱套筒的GT-8戰車炮（L7戰車炮的南非升級版），車內備射彈增加為68發
射手加裝帶有熱影像儀的炮手瞄準鏡，車長與炮手觀測儀加裝雷射測距儀，包括駕駛、車長、炮手觀測鏡全部更換為帶夜視鏡的型號。
火控系統升級
在冷戰結束，南非禁運解除後，法國與英國曾試圖推銷其主力戰車給南非使用，但是南非權衡了國家財政狀況與周邊軍事威脅後，決定繼續使用象式主力戰車，2003年至2005年，贝宜系统（2004年收购了Land Systems OMC公司）承包了象式Mk.2的升級計畫。
象式Mk.2使用了许多TTD坦克的组件。改进后的象式Mk.2換用了新型號的模組化複合裝甲，换装輸出升級為1040匹馬力的AVDS-1790-8A柴油引擎，但以AMTRA 3自動變速箱更換原先使用的CD-850自動變速箱，更新火控系统提升了全天候、夜间作战能力以及进行间射击能力。虽然主炮依然使用105公厘戰車炮，但有搭载120mm戰車炮的潛力。
至目前為止，南非完成了26輛象式Mk.2的改良。

## 衍生型
- 象式Mk.1（Olifant Mk.1）：基本型。
- 象式Mk.1A（Olifant Mk.1A）：换装L7 105mm线膛炮、美制AVDS-1790-2A柴油发动机、CD-850-6自动变速器，更新观瞄设备。
- 象式Mk.1B（Olifant Mk.1B）：炮塔附加复合装甲，车体更换新的裙甲，将车底甲板增加到两层，换装L7 105mm线膛炮，备弹提升至68发，增设一挺高射机枪。安装了新的火控系统，安装自动灭火系统，换装AVDS-1790-2A柴油发动机、CD-850-6自动变速器，改进了悬挂系统。
- 象式Mk.2（Olifant Mk.2）：安装模块化复合装甲、换装1040hp的发动机、更新火控系统。

## 使用国
- 南非（1979年－1994年）／ 南非（1994年至今）